# Villebois
Villebois – miejscowość i gmina we Francji, w regionie Owernia-Rodan-Alpy, w departamencie Ain.

## Demografia
Według danych na styczeń 2012 roku gminę zamieszkiwało 1168 osób, a gęstość zaludnienia wynosiła 80,8 osób/km².